# Elmo di York
L'Elmo di York, anche noto come Coppergate Helmet in lingua inglese, è un manufatto sassone dell'Età del ferro germanica rinvenuto a Coppergate, vicino a York (Inghilterra), nel 1982. Si tratta di un elmo in ferro e ottone con nasale e guanciali di enormi dimensioni rispetto al coppo.

## Descrizione
L'elmo, realizzato in ferro e datato all'VIII secolo, si compone di un coppo a campana sul quale sono incernierati i lunghi guanciali, un lunghissimo nasale ed un para-nuca in maglia metallica. I bordi di rinforzo di elmo e guanciali, tanto quanto le due creste craniche, perpendicolari l'una all'altra, ed il nasale sono realizzati in ottone all'85% di bronzo. La cerniera di collegamento tra il nasale ed il bordo inferiore dell'elmo è coperta da un muso simile a quello di un'anatra con pietre rosse dure al posto degli occhi sviluppante però, verticalmente, due piccoli corni.
La cresta di ottone trasversale a quella dell'asse fronte-retro reca un'iscrizione in latino:
(In nomine Domini nostri Iesu Sanctus Spiritus Dei et omnibus decemus Amen. Oshere. Christi)

## Storia
L'Elmo di York venne rinvenuto durante degli scavi edili nel maggio 1982 presso il sito archeologico vichingo di Coppergate, vicino a York. La presenza sul reperto di un'iscrizione in latino contenente un'invocazione a Cristo ed il nome maschile anglo-sassone "Oshere" lascia intendere che si trattasse di un manufatto precedente l'occupazione di Eoforwic (York) da parte dei Danesi di Ívarr Ragnarsson (866). Non è invece ad oggi ben chiaro come mai l'elmo, rinvenuto solo, non in presenza di un cadavere o di un vero e proprio corredo funebre, sia stato occultato sottoterra dal suo possessore.
È attualmente esposto nello Yorkshire Museum.